# Leutewitz (Käbschütztal)
Leutewitz ist ein Ortsteil der Gemeinde Käbschütztal im Landkreis Meißen, Sachsen. Das Dorf liegt knapp acht Kilometer südwestlich von Meißen in der Lommatzscher Pflege und hat eine Katasterfläche von 149 ha. Leutewitz ist ein bedeutendes Zentrum der sächsischen Nutztier- und Pflanzenzucht.

## Geographie
Der Ort liegt in 170 m ü. M. am linken Gehänge des Käbschützer Baches, der nördlich von Leutewitz einen Teich speist. Nachbarorte sind Käbschütz im Norden, Nimtitz und Tronitz im Nordosten, Kaisitz und Stroischen im Osten, Löbschütz im Südosten, Mauna und Kleinprausitz im Süden, Deila und Planitz im Westen sowie Sornitz im Nordwesten.

## Geschichte

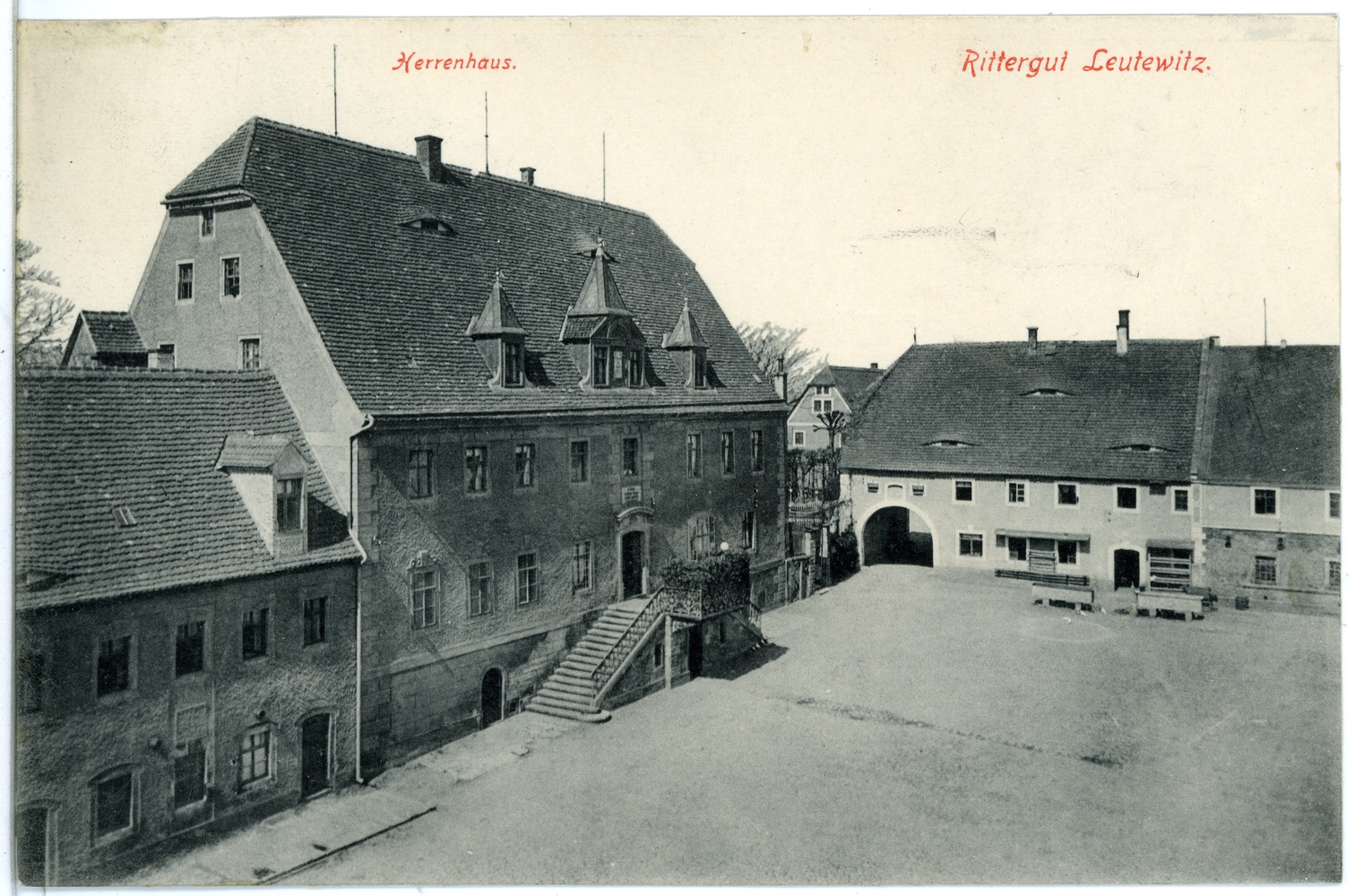
Rittergut Leutewitz (1916)

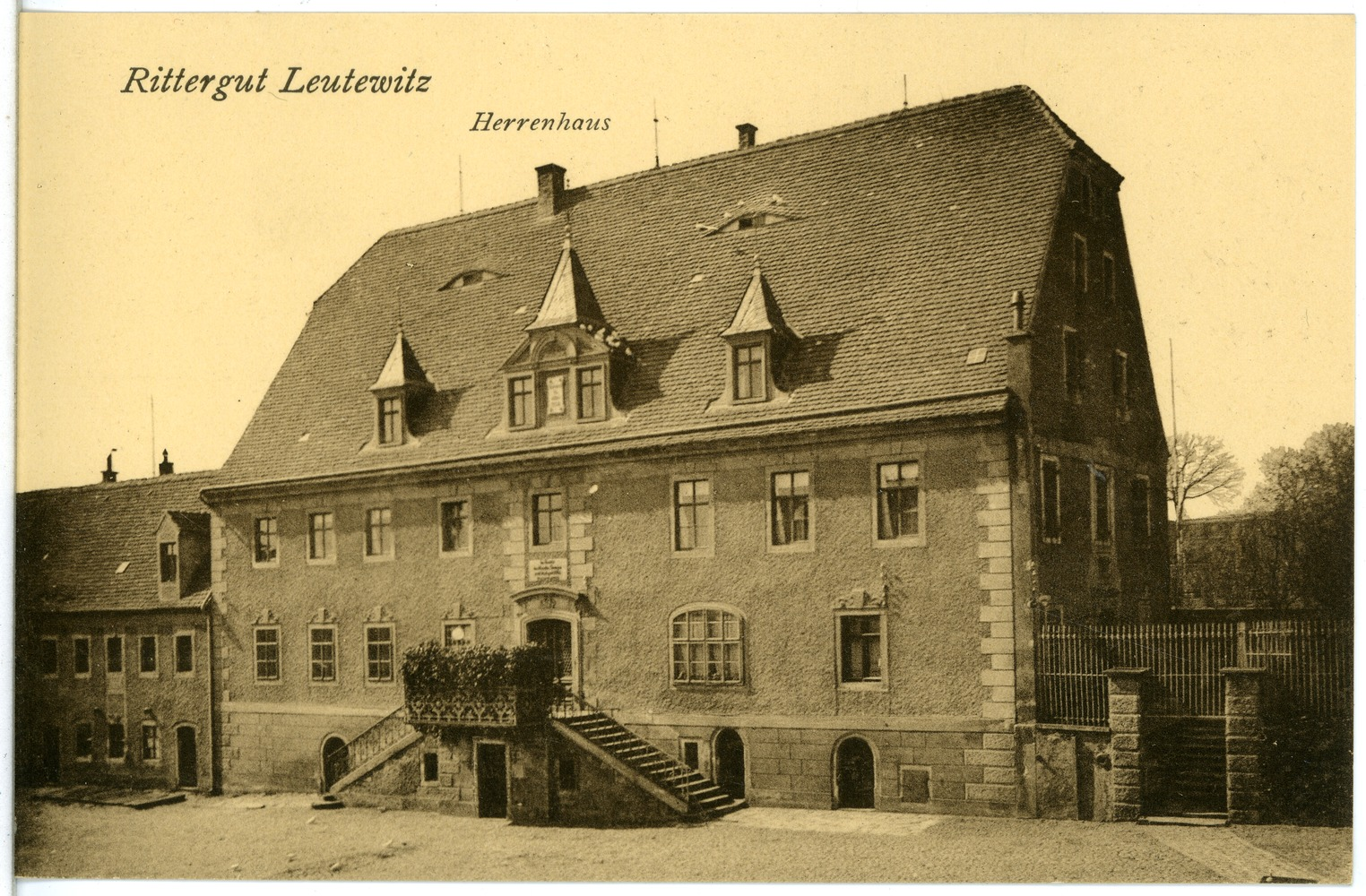
Rittergut Leutewitz – Herrenhaus (1916)

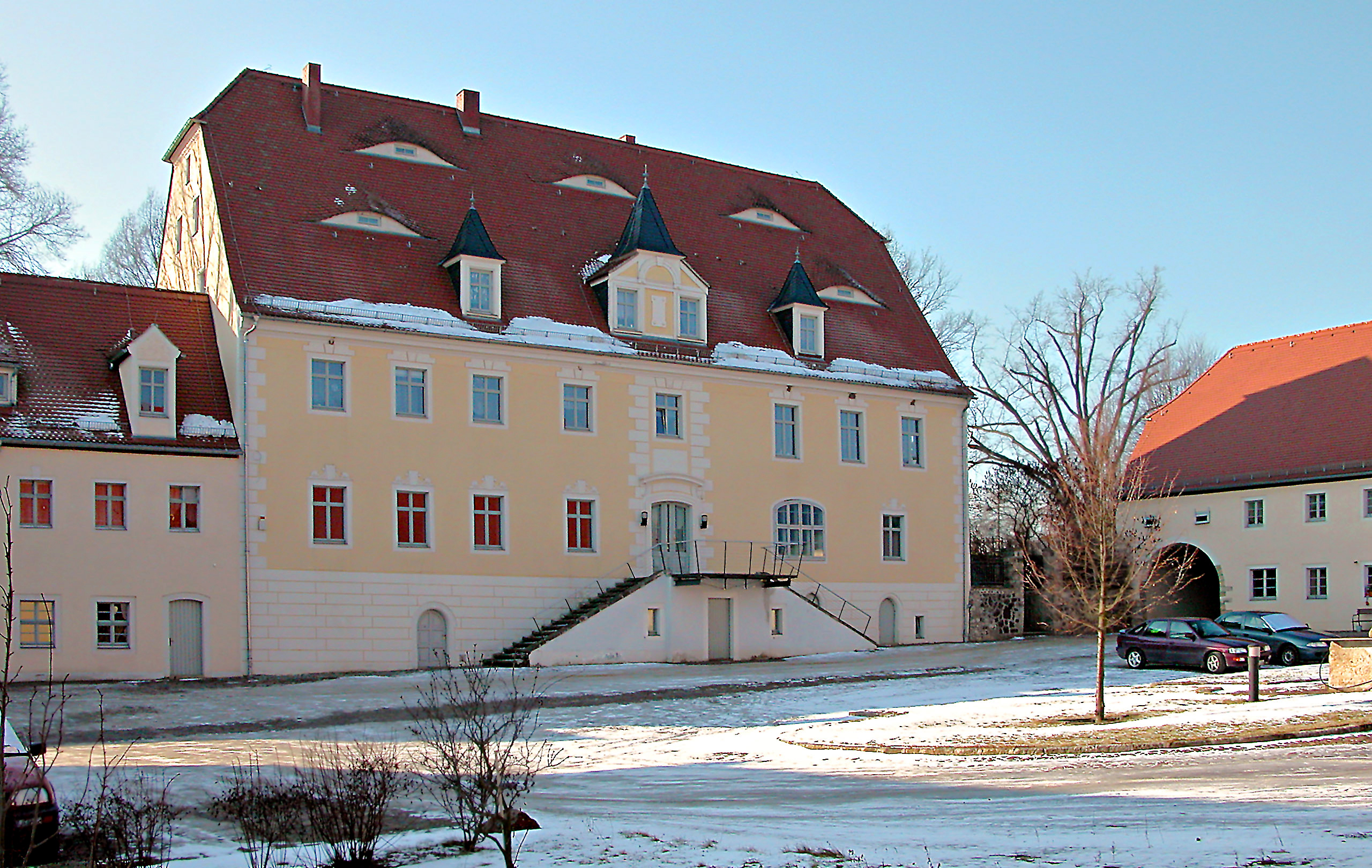
Rittergut Leutewitz, Herrenhaus (2006)

Erstmals urkundlich wurde Luteticz im Jahre 1323 erwähnt. Seit der Mitte des 16. Jahrhunderts ist die Existenz des Rittergutes, das das Zentrum des Ortes bildet, belegbar. Ursprünglich bestand Leutewitz aus zwei Häuserzeilen, die sich nördlich und südlich an das Gut anschlossen sowie der Buschmühle und der Obermühle am Käbschützer Bach. Später wurde das Dorf westlich des Rittergute erweitert.
1767 erwarb die Familie Steiger das Rittergut, das zu dieser Zeit eine Fläche von 85 ha umfasste. Später erweiterte die Familie ihren Grundbesitz auf 118 ha. 1805 begründete Adolph Steiger die Stammzucht der Leutewitzer Merino-Vollblutschafe. Daneben waren die Steiger auch namhafte Züchter landwirtschaftlicher Nutzpflanzensorten. Christian Adolph Leberecht Steiger züchte 1825 in Leutewitz aus der Oberndorfer Rübe die Leutewitzer Rübe. Diese nährstoffreiche kugelförmige Runkelrübensorte war vor allem zum Anbau auf trockeneren Standorten geeignet und diente als Futterrübe für die Schafzucht. 1876 erfolgte durch Karl Otto Steiger die Züchtung feinspelziger Sorten des Sächsischen Gebirgshafers. 1880 begann Karl Otto Steiger mit seinen Versuchen zur Züchtung winterfester Sorten des englischen Squarehead-Weizens. 1909 nahm die als Rübenbahn konzipierte Schmalspurbahn Wilsdruff–Gärtitz den Betrieb auf. Zum 1. November 1935 wurde Leutewitz Teil der neu gebildeten Gemeinde Planitz-Deila.
Im Jahre 1946 erfolgte im Zuge der Bodenreform die Enteignung der Familie Steiger. 1950 wurde das Volksgut Leutewitz gegründet, das zunächst 150 ha bewirtschaftete. Im Jahre 1952 erhielt das Volkseigene Gut Leutewitz den Status eines Saatzuchthauptgutes, dessen Aufgabe vorrangig in der Erhaltungszucht lag und eine Nutzfläche von 500 ha bewirtschaftete.
1965 erfolgte die Aufnahme der Zucht neuer Gräsersorten und ab 1970 die Entwicklung neuer Wintergerstesorten. 1966 erfolgte die Einstellung des Personenverkehrs auf der Schmalspurbahn; 1972 wurde schließlich auch der Gütertransport eingestellt und in den Folgejahren die Gleise abgebaut. 1973 wurde das Volksgut Leutewitz Teil der neu gegründeten KAP Saatbau Krögis und die bewirtschaftete Fläche wieder auf 150 ha reduziert. Seit 1978 konzentrierte sich dann die Pflanzenzucht in Leutewitz schwerpunktmäßig auf diese Pflanzenarten und das zur VVB Saatgut gehörige Gut wurde Hauptzuchtstation für Wintergerste und Gräser in der DDR. In dieser Zeit erfolgten größere Erweiterungen des Gutes und neue Gewächshausanlagen entstanden. Daneben betrieb das Gut auch weiterhin die Herdbuchzucht von Merinofleischschafen sowie Sauenzucht und Milchviehhaltung. 1988 begann der Bau einer Biotechnologieanlage. Nach der politischen Wende begann die Zusammenarbeit mit der IG Pflanzenzucht in München und seit 1990 begann in Leutewitz die Zucht von Winterweizen. 1991 wurde die Zuchtstation Leutewitz durch die Deutsche Saatveredlung Lippstadt übernommen. Mit der Bildung der neuen Großgemeinde Käbschütztal zum 1. Januar 1994 wurde Leutewitz zum Ortsteil dieser.
Das Gebäude des Haltepunktes der Schmalspurbahn ist noch erhalten und wird vom Anglerverein als Vereinssitz genutzt. Zudem wurde es vom Landesdenkmalamt zusammen mit einem Landarbeiterhaus und dem Rittergut in die Kulturdenkmalliste für Käbschütztal aufgenommen.

## Persönlichkeiten
- Hermann Pieper (1881–1954), Saatgutforscher, wirkte ab 1946 als Saatzuchtleiter in Leutewitz
- Rudolf Blau (* 1927), Offizier, Politiker und Abgeordneter der Volkskammer der DDR
- Conrad Schumann (1942–1998), DDR-Grenzflüchtling